# Tablica z Sakkary
Tablica z Sakkary (Spis z Sakkary, Lista z Sakkary) – spis władców starożytnego Egiptu z prywatnego grobowca dostojnika, Nadzorcy Prac Ramzesa II.
Spis został odnaleziony w Sakkarze w 1861 r. Tablica z jednej strony zawiera hymn na cześć Ozyrysa, na drugiej zaś modlitwę pisarza Tunri do wyliczonych w dwóch rzędach 58 władców. Z tego spisu zachowało się tylko 54 kartuszy z hieroglifami. Władcy wymienieni są w porządku chronologicznym, z tym, że królowie z XI i XII dynastii wymienieni są w odwrotnej kolejności, rozpoczynając od Neferusobek. Na tablicy umieszczono imiona od  Anedżiba z I dynastii do Ramzesa II, nie uwzględniono jednak władców z Pierwszego i Drugiego Okresu Przejściowego oraz władców amarneńskich - Echnatona, Smenchkare i Tutanchamona.
Tablica obecnie znajduje się w Muzeum Egipskim w Kairze.

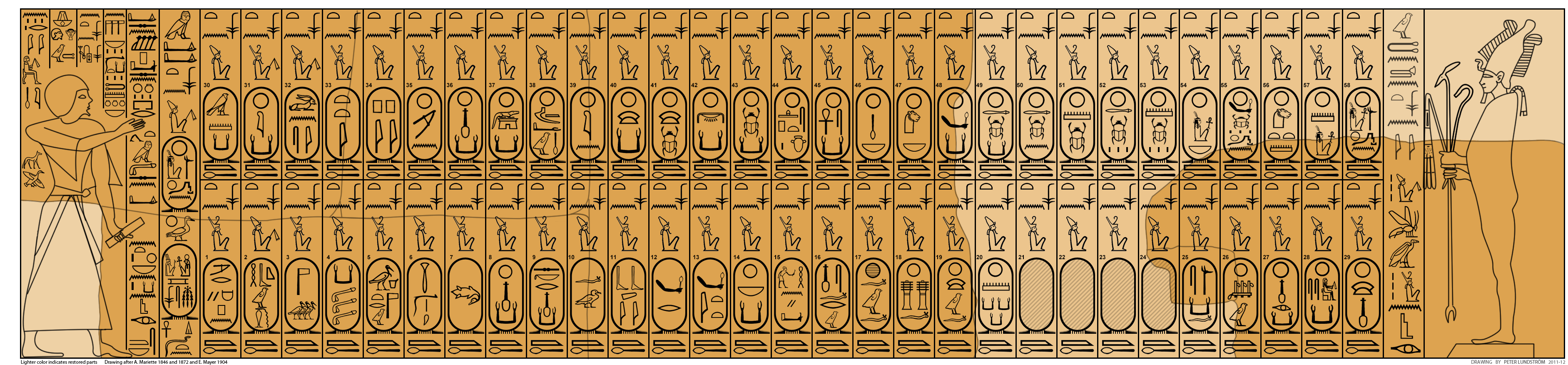
Tablica królewska z Sakkary